# Sowutuom
Sowutuom är en ort i södra Ghana, belägen nordväst om Accra. Den är huvudort för distriktet Ga Central, som tillhör regionen Storaccra, och folkmängden uppgick till 21 111 invånare vid folkräkningen 2010.